# Liste des champions du monde de trial outdoor
Pour les articles homonymes, voir Trial (homonymie).

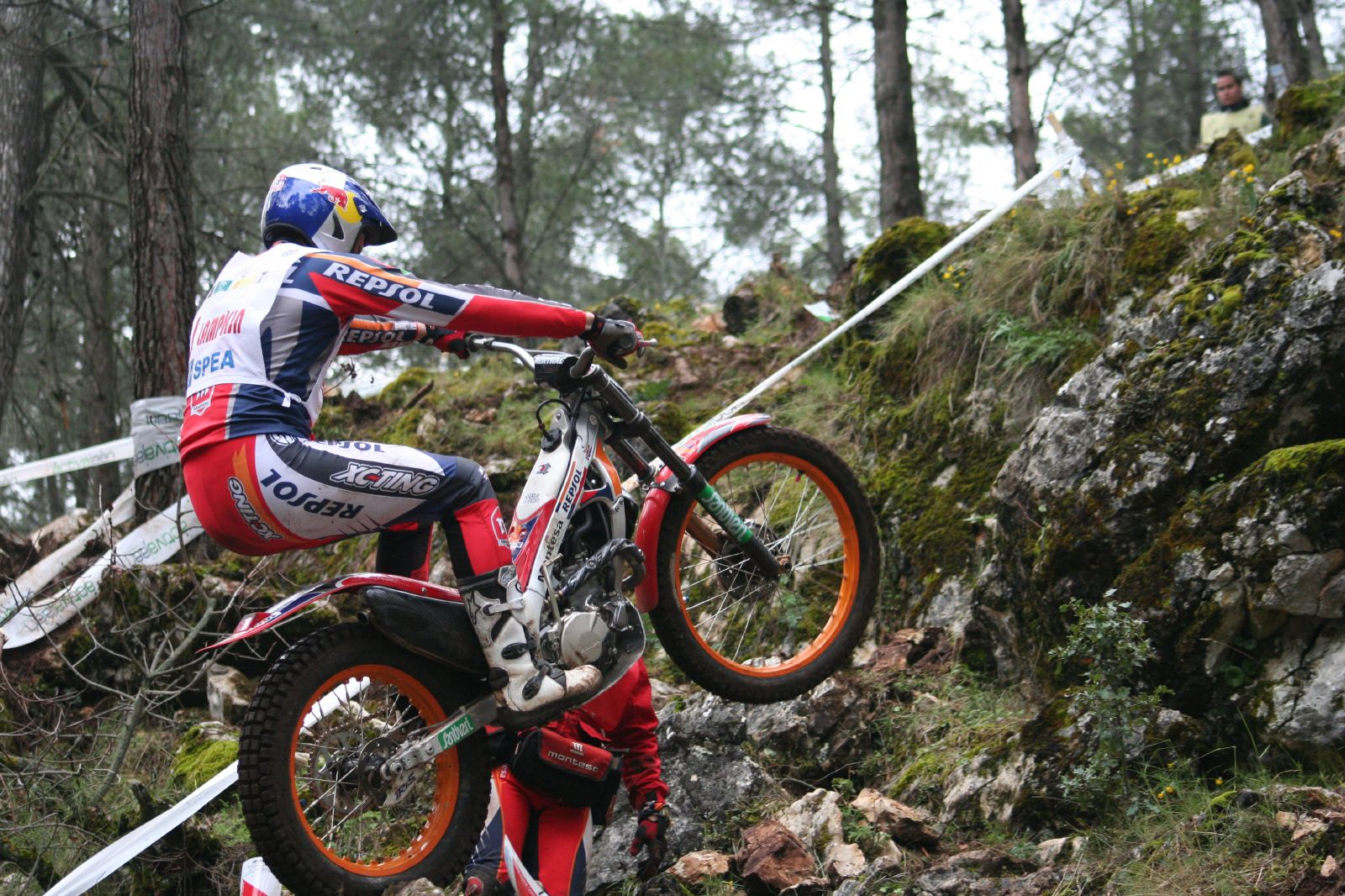
Doug Lampkin, champion du monde de trial outdoor, en 2007 en Espagne

Le championnat du monde de trial outdoor est organisé par la Fédération internationale de motocyclisme depuis 1975 en remplacement du championnat d'Europe préexistant.

## Caractéristiques
Le Championnat du monde de trial outdoor consiste à organiser une dizaine d'étapes essentiellement en Europe, au Japon et aux États-Unis. Les épreuves commencent au mois d'avril et se terminent en septembre.
Le championnat est divisé en 3 catégories : les pilotes séniors, les pilotes Juniors et les Jeunes qui roulent avec des motos de 125 cm³.
Un championnat féminin existe en parallèle avec seulement deux ou trois étapes. Sur ce championnat, l'Espagnole Laia Sanz est invincible depuis 2000.
Il existe aussi un Trial des Nations sur une étape où la compétition se joue par pays. Sur ce circuit, l'Espagne est invaincue depuis 2003.

## Liste des champions du Monde outdoor
| Année                                        | Pilote            | Pays            | Marque  |
| -------------------------------------------- | ----------------- | --------------- | ------- |
| 1975                                         | Martin Lampkin    | Grande-Bretagne | Bultaco |
| 1976                                         | Yrjo Vesterinen   | Finlande        | Bultaco |
| 1977                                         | Yrjo Vesterinen   | Finlande        | Bultaco |
| 1978                                         | Yrjo Vesterinen   | Finlande        | Bultaco |
| 1979                                         | Bernie Schreiber  | États-Unis      | Bultaco |
| 1980                                         | Ulf Karlson       | Suède           | Montesa |
| 1981                                         | Gilles Burgat     | France          | SWM     |
| 1982                                         | Eddy Lejeune      | Belgique        | Honda   |
| 1983                                         | Eddy Lejeune      | Belgique        | Honda   |
| 1984                                         | Eddy Lejeune      | Belgique        | Honda   |
| 1985                                         | Thierry Michaud   | France          | Fantic  |
| 1986                                         | Thierry Michaud   | France          | Fantic  |
| 1987                                         | Jordi Tarrés      | Espagne         | Beta    |
| 1988                                         | Thierry Michaud   | France          | Fantic  |
| 1989                                         | Jordi Tarrés      | Espagne         | Beta    |
| 1990                                         | Jordi Tarrés      | Espagne         | Beta    |
| 1991                                         | Jordi Tarrés      | Espagne         | Beta    |
| 1992                                         | Tommi Ahvala      | Finlande        | Aprilia |
| 1993                                         | Jordi Tarrés      | Espagne         | GAS GAS |
| 1994                                         | Jordi Tarrés      | Espagne         | GAS GAS |
| 1995                                         | Jordi Tarrés      | Espagne         | GAS GAS |
| 1996                                         | Marc Colomer      | Espagne         | Montesa |
| 1997                                         | Doug Lampkin      | Grande-Bretagne | Beta    |
| 1998                                         | Doug Lampkin      | Grande-Bretagne | Beta    |
| 1999                                         | Doug Lampkin      | Grande-Bretagne | Beta    |
| 2000                                         | Doug Lampkin      | Grande-Bretagne | Montesa |
| 2001                                         | Doug Lampkin      | Grande-Bretagne | Montesa |
| 2002                                         | Doug Lampkin      | Grande-Bretagne | Montesa |
| 2003                                         | Doug Lampkin      | Grande-Bretagne | Montesa |
| 2004                                         | Takahisa Fujinami | Japon           | Montesa |
| 2005                                         | Adam Raga         | Espagne         | Gas-Gas |
| 2006                                         | Adam Raga         | Espagne         | Gas-Gas |
| 2007                                         | Antonio Bou       | Espagne         | Montesa |
| 2008                                         | Antonio Bou       | Espagne         | Montesa |
| 2009                                         | Antonio Bou       | Espagne         | Montesa |
| 2010                                         | Antonio Bou       | Espagne         | Montesa |
| 2011 2012 2013 2014 2015 2016 2017 2018 2019 | Antonio Bou       | Espagne         | Montesa |

## Liste des champions d'Europe de trial de 1968 à 1974
Devenu Championnat du monde en 1975
| Année | Pilote          | Pays            | Marque  |
| ----- | --------------- | --------------- | ------- |
| 1974  | Malcolm Rathmel | Grande-Bretagne | Bultaco |
| 1973  | Mick Adrews     | Grande-Bretagne | Yamaha  |
| 1972  | Mick Andrews    | Grande-Bretagne | Ossa    |
| 1971  | Mick Andrews    | Grande-Bretagne | Ossa    |
| 1970  | Sammy Miller    | Grande-Bretagne | Bultaco |
| 1969  | Don Smith       | Grande-Bretagne | Montesa |
| 1968  | Sammy Miller    | Grande-Bretagne | Bultaco |